# Ahizis
Les Ahizis (parfois Aïzi) forment un groupe ethnique de Côte d'Ivoire présent dans plusieurs régions : Dabou, Taboth, Bapo, Koko et Tiemien, et formé de trois ethnies : les Aporo, les Mobou et les Lélou.
Ils font partie du groupe des Akans, et singulièrement du sous-groupe des Akan lagunaires.
Ils seraient originaires du pays Dida qu'ils auraient fui à la suite de guerres intestines.